# Distrikt San Francisco de Cayrán
Der Distrikt San Francisco de Cayrán liegt in der Provinz Huánuco in der Region Huánuco in Westzentral-Peru. Der Distrikt wurde am 10. Mai 1955 gegründet. Er erstreckt sich über eine Fläche von 99,4 km². Im Distrikt wurden beim Zensus 2017 4939 Einwohner gezählt. Im Jahr 1993 lag die Einwohnerzahl bei 3940, im Jahr 2007 bei 4739. Sitz der Distriktverwaltung ist die etwa 2400 m hoch gelegene Ortschaft Cayrán mit 620 Einwohnern (Stand 2017). Cayrán befindet sich 7,5 km südwestlich der Provinzhauptstadt Huánuco.

## Geographische Lage
Der Distrikt San Francisco de Cayrán befindet sich in der peruanischen Zentralkordillere im zentralen Süden der Provinz Huánuco. Der Río Huancachupa, ein linker Nebenfluss des Río Huallaga, durchquert den Distrikt in nordnordöstlicher Richtung und entwässert das Areal.
Der Distrikt San Francisco de Cayrán grenzt im Südwesten und im Westen an den Distrikt San Pedro de Chaulán, im Nordwesten an den Distrikt Quisqui, im Norden an den Distrikt Huánuco sowie im Nordosten, im Osten und im Südosten an den Distrikt Pillco Marca.

## Ortschaften
Im Distrikt gibt es neben dem Hauptort folgende größere Ortschaften:
- Condomarca
- Huancachupa (1333 Einwohner)
- Huancanyacu (234 Einwohner)
- San Cristóbal de Huayllabamba (538 Einwohner)